# Land (album)
Land – czwarty, pełny album farerskiej grupy Týr. Jest to pierwszy z albumów tego zespołu, który swym tytułem nie nawiązuje na pierwszy rzut oka do mitologii nordyckiej lub wczesnośredniowiecznej historii wikingów, ostatecznie jednak wszystkie utwory są zakorzenione w skandynawskiej tradycji, kontynuując tym samym tematykę podjętą przez zespół na samym początku twórczości.
Prace rozpoczęły się w grudniu 2007 w duńskim studiu Jacob Hansen Studio leżącym niedaleko Ribe, gdzie znajdowała się jedna z pierwszych, dużych osad nordyckich. Początkowo zapowiadano, że Land wyjdzie 8 maja 2008 roku, zostanie wydana przez Napalm Records, ostatecznie jednak prace się przedłużyły i wydano go 30 maja 2008 w Europie i 10 czerwca 2008 w USA oraz Kanadzie. Uczyniła to, podobnie jak przy dwóch wcześniejszych albumach wytwórnia muzyczna Napalm Records. 10 czerwca 2008 wydano też edycję specjalną zawierającą dwie płyty. Poza płytą dostępną w zwykłej wersji dodano DVD z siedmioma dodatkowymi pozycjami. Są to nagrania z koncertu na Wacken Open Air z roku 2007.

## Lista utworów
Zespół zamieścił na swojej stronie profilowej MySpace reportaż z jednego dnia w studio, z którego wynikało, że album będzie posiadał około 9 utworów, a jeden z nich trwać będzie 10 minut, okazało się, że w podstawowej wersji zmieszczono ich dziesięć, a dwa z nich mają ponad 10 minut długości. Całość trwa ponad godzinę i osiem minut.
1. "Gandkvæði Tróndar" – 4:10 (muzyka: farerska muzyka ludowa, tekst: Janus Djurhuus)
2. "Sinklars Vísa" – 4:54 (muzyka: skandynawska muzyka ludowa, zaaranżowana przez Heriego Joensena, tekst: Edvard Storm)
3. "Ocean" – 10:07 (muzyka: farerska muzyka ludowa, zaaranżowana przez Heriego Joensena, tekst: Heri Joensen)
4. "Gátu Ríma" – 5:38 (muzyka: farerska muzyka ludowa, zaaranżowana przez Heriego Joensena, tekst: farerska muzyka ludowa)
5. "Brennivín" – 4:58 (muzyka: islandzka muzyka ludowa, zaaranżowana przez Heriego Joensena, tekst: Heri Joensen, Björn S. Blöndal)
6. "Fípan fagra" – 5:49 (muzyka: farerska muzyka ludowa, zaaranżowana przez Heriego Joensena, tekst: farerska muzyka ludowa)
7. "Valkyrjan" – 5:05 (muzyka: farerska i norweska muzyka ludowa, zaaranżowana przez Heriego Joensena, Edvard Grieg, tekst: Heri Joensen)
8. "Lokka Táttur" – 6:04 (muzyka: farerska muzyka ludowa, zaaranżowana przez Heriego Joensena, tekst: farerska muzyka ludowa)
9. "Land" – 16:17 (muzyka: farerska muzyka ludowa, zaaranżowana przez Heriego Joensena, tekst: Janus Djurhuus, Heri Joensen, Hávamál)
10. "Hail to the Hammer" – 5:19 (muzyka: farerska muzyka ludowa, zaaranżowana przez Heriego Joensena, tekst: farerska muzyka ludowa)